# Deon Figures
Deon Juniel Figures (Bellflower, 10 gennaio 1970) è un ex giocatore di football americano statunitense che ha militato nel ruolo di cornerback nella National Football League (NFL).

## Biografia
Dopo avere giocato a football al college a Buffalo dove vinse un campionato NCAA nel 1990, Figures fu scelto come 23º assoluto nel Draft NFL 1993 dai Pittsburgh Steelers. Vi giocò per quattro stagioni, totalizzando solamente tre intercetti. Nel 1997 passò ai Jacksonville Jaguars dove fece subito registrare un primato personale di 5 intercetti. Si ritirò dopo la stagione successiva.

## Palmarès
- Campione NCAA: 1

Colorado Buffaloes: 1990
- Jim Thorpe Award - 1992
- Jack Tatum Trophy - 1992
- All-American - 1992

## Statistiche
| Partite             | 93  |
| Partite da titolare | 40  |
| Tackle              | 269 |
| intercetti          | 9   |